# Dygowo (gemeente)
De gemeente Dygowo is een gemeente in powiat Kołobrzeski. Aangrenzende gemeenten:
- Gościno, Kołobrzeg en Ustronie Morskie (powiat Kołobrzeski)
- Karlino (powiat Białogardzki)
- Będzino (powiat Koszaliński)

De zetel van de gemeente is in het dorp Dygowo.
De gemeente beslaat 17,7% van de totale oppervlakte van de powiat.

## Demografie
De gemeente heeft 7,4% van het aantal inwoners van de powiat.

## Plaatsen
- Dygowo (Duits Degow, dorp)

Administratieve plaatsen (sołectwo) van de gemeente Dygowo:
- Bardy, Czernin, Dębogard, Gąskowo, Jazy, Łykowo, Miechęcino, Piotrowice, Skoczów, Stojkowo, Stramniczka, Świelubie en Wrzosowo.

Zonder de status sołectwo : Jażdże, Kłopotowo, Lisia Góra, Połomino, Pustary, Pyszka, Stramniczka, Włościbórz